# Toko'yoto
Toko'yoto o "Cangrejo", fue el dios Chukchi del mar. En concreto, fue el creador y gobernante del Océano Pacífico. Algunas tribus se refieren a él como Anky-Kele y le atribuyen el poder sobre la vida y la muerte.